# Iglesia de San Nicolás de Bari (Panotla)
La Iglesia de San Nicolás de Bari es un edificio religioso católico de estilo arquitectónico barroco novohispano ubicado en la cabecera del municipio de Panotla en el estado mexicano de Tlaxcala. De acuerdo a los registros parroquiales fue iniciada la construcción del templo en el año 1693 finalizando en el año 1796. La iglesia pertenece al clero secular de la Diócesis de Tlaxcala y se encuentra encomendada al patrocinio de San Nicolás de Bari existiendo dos fiestas patronales principales en el templo y el lugar siendo la fiesta litúrgica de San Nicolás de Bari el 6 de diciembre y la fiesta popular realizada cada tercer domingo del mes de diciembre.